# Deputation (Bremen)
Deputationen in der Freien Hansestadt Bremen sind Verwaltungsausschüsse der Bremischen Bürgerschaft zur Kontrolle der Behörden des Landes und der Stadtgemeinde Bremen. Im Gegensatz zu reinen Parlamentsausschüssen gehören ihnen auch Senatsvertreter und Bürger an, die nicht Bürgerschaftsabgeordnete sind, aber vom Parlament gewählt werden.

## Rechtsgrundlagen, Aufbau und Aufgaben
Die bremischen Deputationen bilden eine verfassungsrechtliche Besonderheit, als deren Grundlage die Forderung der Bürger nach mehr Beteiligung in der ersten Hälfte des 18. Jahrhunderts gilt. Es ist ein Beispiel für das Deliberationsrecht. Artikel 129 der Landesverfassung der Freien Hansestadt Bremen begründet die Einsetzung von Deputationen. Genaueres bestimmt das Bremische Deputationengesetz (DepG).
Gemäß DepG vom 30. Juni 2011, das in der 2. Sitzung der 18. Bürgerschaft beschlossen wurde, entscheiden Bürgerschaft (Landtag) und Stadtbürgerschaft über Einsetzung und Zusammensetzung der Deputationen jeweils für ihren Bereich. Das Gesetz bestimmt, dass sich die Zuständigkeit der Deputationen an der Geschäftsverteilung des Senats orientieren soll.

### Mitglieder der Deputationen
Die Deputationen bestehen aus dem für den Verwaltungszweig zuständigen Senatsmitglied und den Vertretern der Bürgerschaft. Die Bürgerschaft wählt ihre Vertreter nach den Vorschlägen der Fraktionen, wobei die Sitzverteilung in den Deputationen nach der Stärke der Fraktionen bestimmt wird. Die Vertreter in den staatlichen Deputationen werden vom Landtag gewählt, die Vertreter in den städtischen Deputationen von der Stadtbürgerschaft. Ist eine Fraktion in einer Deputation nicht vertreten, kann sie ein Fraktionsmitglied ohne Stimmrecht in die Deputation entsenden.
Die Vertreter der Bürgerschaft wählen aus ihrer Mitte einen Sprecher, der auch Vorsitzender der Deputation ist. Bei den Senatsressorts wird jeweils eine Geschäftsstelle für die zuständigen Deputationen eingerichtet.

### Wählbarkeit
Im Unterschied zu herkömmlichen Parlamentsausschüssen können als Vertreter der Bürgerschaft auch Bürger gewählt werden, die nicht Abgeordnete in der Bürgerschaft sind (Deputierte). Wählbar ist, wer auch in die Bürgerschaft gewählt werden kann.
Die Regeln der Unvereinbarkeit von Amt und Mandat der Bürgerschaft (Gewaltenteilung) gelten für die Deputierten entsprechend. Außerdem können in dem Verwaltungszweig, für den die Deputation zuständig ist, Beschäftigte nicht gewählt werden.

### Versammlungen
Die Deputationen tagen in der Regel öffentlich. Sie beschließen mit Stimmenmehrheit. Anders als in Hamburg, ist bei Stimmengleichheit die Stimme des Vorsitzenden nicht ausschlaggebend und dem Vorsitzenden steht auch kein Widerspruchsrecht beim Senat zu. In Angelegenheiten, die nicht an die Bürgerschaft gehen, kann der Senatsvertreter bei Abwesenheit oder wenn er in der Abstimmung unterliegt eine neue Befassung binnen zwei Wochen verlangen; bleibt das Ergebnis dann gleich, kann der Senat binnen zwei Wochen einen Beschluss der Bürgerschaft beantragen.

### Aufgaben und Rechte
Die Deputationen beraten und beschließen über die Angelegenheiten ihres Verwaltungszweiges; dabei ist der Verfassungsgrundsatz der Gewaltenteilung zu beachten. Sie sind beratend an der Haushaltsaufstellung beteiligt und sie berichten an die Bürgerschaft und den Senat.
Die Vertreter der Bürgerschaft können jederzeit die Einrichtungen des Verwaltungszweiges, für den die Deputation zuständig ist, besichtigen und in der Verwaltung dieses Bereichs Auskunft für die Deputationsarbeit einholen. Ferner ist ihnen in einem gesetzlich bestimmten Rahmen Akteneinsicht zu gewähren.
Darüber hinaus kann die Bürgerschaft ihre Befugnisse, mit Ausnahme endgültiger Gesetzgebung, an die Deputationen übertragen.

## Geschichte
Wann in Bremen erstmals Deputationen gebildet wurden, ist nicht belegt. In unterschiedlicher Zusammensetzung und mit wechselndem Einfluss dienten sie dem Interessenausgleich zwischen Rat und Bürgerkonvent. 1738 setzte der Bürgerkonvent gegenüber dem Senat die Bildung einer Finanzdeputation aus 32 Bürgern durch. Die Bildung der Die Zweiunddreißig genannten und bis 1766 bestehenden Deputation wird als eine neue Verfassungstatsache bezeichnet. Der Staatskalender von 1741 verzeichnet über 20 Deputationen. Ende des 18. Jahrhunderts wurde es zur Regel, dass die Deputationen von Ratsherren und Bürgern gebildet wurden. Die Verfassungen von 1849, 1854 und 1920 schrieben die Bildung von Deputationen vor. Während der NS-Zeit gab es keine Deputationen.

### Die Rolle der Finanzdeputation in der Finanzkrise 1931
Am 9. Oktober 1931 sprach die Bremische Bürgerschaft über die Vorgänge, die zur Gefährdung und zum Verlust von erheblichen Staatsmitteln geführt hatten. Die Grundlage war eine Mitteilung des Senats vom 2. Oktober 1931, der ein Bericht des „Ausschusses zur Prüfung der Verhältnisse der Staatskasse“ zugrunde lag.
Es wurde ausgeführt, dass nach bremischem Recht nicht der Senat, sondern die Bürgerschaft für die Bewilligung von Anleihen zum außerordentlichen Bedarf des Staates zuständig sei. Die Bürgerschaft hatte sich aber schon seit 1923 selbst entmachtet, indem sie die Finanzdeputation ermächtigt hatte, Anleihen für den Staat aufzunehmen. Später habe sie alle zwei Jahre diese Ermächtigung erneuert. Indem man die Staatskredite nutzte, um der Wirtschaft Liquidität zuzuführen, habe man eine Scheinblüte der Wirtschaft erzeugt.
Sehr bald kam die Forderung auf, Senatoren und Abgeordnete müssten in Zukunft für ihre Entscheidungen haftbar gemacht werden. In der Sitzung vom 26. Februar und 18. März 1932 wurde diese Forderung präzisiert, am 27. Mai 1932 ein entsprechendes Gesetz  „Haftung von Mitgliedern des Senats und Behörden“ besprochen, welches dann aber  in namentlicher Abstimmung mit 58 gegen 36 Stimmen abgelehnt wurde.

### 1948–2015
Bis einschließlich der 17. Wahlperiode der Bürgerschaft wurde der Aufbau der Deputationen direkt durch das Gesetz bestimmt. Die Deputationen wurden bei den im DepG bezeichneten Zweigen der bremischen Verwaltung gebildet. Die Zuordnung war unabhängig  von der Aufgabenverteilung im Senat, so dass für ein Ressort mehrere Deputationen bestehen konnten oder eine Deputation die Zuständigkeit mehrerer Senatsressorts betraf. Das Gesetz schrieb zuletzt für die Verwaltungszweige
- Bildung,
- Bau und Verkehr,
- Umwelt und Energie,
- Arbeit und Gesundheit,
- Soziales, Jugend, Senioren und Ausländerintegration,
- Inneres,
- Kultur,
- Sport,
- Wirtschaft und Häfen und
- Fischereihafen

die Bildung von Deputationen vor. Für die Angelegenheiten des Landes wurden jeweils staatliche Deputationen gebildet. Für die kommunalen Aufgaben der Stadtgemeinde Bremen wurden entsprechend städtische Deputationen eingerichtet, jedoch nicht für den Fischereihafen, da hier stadtbremische Zuständigkeit fehlt. Insgesamt bestanden daher 19 Deputationen.
Die Deputationen bestanden aus dem für den Verwaltungszweig zuständigen Senator als Vorsitzenden, einem weiteren Vertreter des Senats und den Vertretern der Bürgerschaft. Die Bürgerschaft wählte in jede Deputation 11 Vertreter, jedoch jeweils 13 in die staatlichen Deputationen für Bildung sowie für den Fischereihafen.
Bis einschließlich der 18. Legislaturperiode führten die jeweils zuständigen Senatsmitglieder den Vorsitz der Deputationen. Mit Gesetz vom 28. Juli 2015 fällt der Vorsitz den Sprechern der Deputationen zu. Damit soll die demokratische Kontrolle der Senatsressorts gestärkt werden.

### Deputation im Internet
Seit September 2011 werden die Termine und Sitzungsunterlagen auf den Internetseiten der Deputationen veröffentlicht. Die Veröffentlichung soll durch die Verwaltung rechtzeitig vor der Sitzung vorgenommen werden.
- Deputation für Bildung Termine und Unterlagen
- Deputation für Gesundheit Termine und Unterlagen
- Deputation für Inneres und Sport Termine und Unterlagen
- Deputation für Kultur Termine und Unterlagen
- Deputation für Soziales, Kinder und Jugend Termine und Unterlagen
- Deputation für Klima, Umwelt, Landwirtschaft und Tierökologie Termine und Unterlagen
- Deputation für Mobilität, Bau und Stadtentwicklung Termine und Unterlagen
- Deputation für Wirtschaft, Arbeit und Häfen Termine und Unterlagen

## Deputationen der 20. Wahlperiode

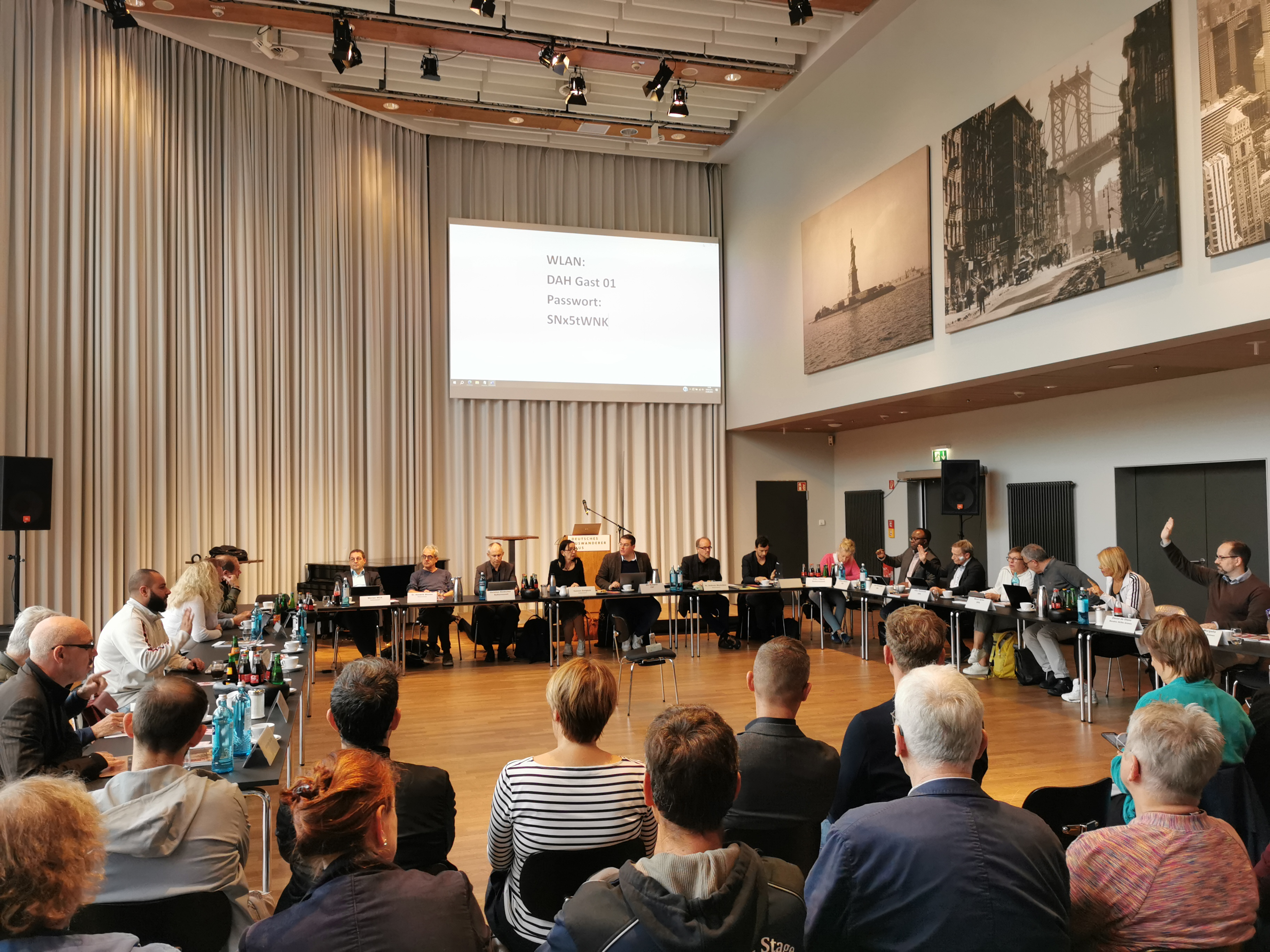
Tagung der Deputation für Kultur im New-York-Saal des Deutschen Auswandererhauses in Bremerhaven

Die Bürgerschaft (Landtag) und die Stadtbürgerschaft haben für folgende Verwaltungszweige jeweils eine staatliche und eine städtische Deputation eingesetzt:
- Kinder und Bildung,
- Gesundheit und Verbraucherschutz,
- Inneres,
- Kultur,
- Soziales, Jugend und Integration,
- Klima, Umwelt, Landwirtschaft und Tierökologie,
- Mobilität, Bau und Stadtentwicklung,
- Wirtschaft und Arbeit,
- Sport.

Damit wurden insgesamt 18 Deputationen eingesetzt. Jede Deputation hat 11 – die staatliche Deputation für Wirtschaft, Arbeit und Häfen 13 – von der Bürgerschaft gewählte Mitglieder.